# God Mars
God Mars (六神合体ゴッドマーズ?, Rokushin Gattai GoddoMāzu, lett. "Unione delle sei divinità GodMars") è una serie televisiva anime di genere fantascientifico, in particolare del sottogenere robotico mecha, prodotta nel 1981 dalla Tokyo Movie Shinsha e diretta da Tetsuo Imazawa. L'anime, composto da 64 episodi, è ispirato dal manga Mars di Mitsuteru Yokoyama, pubblicato nel 1976 in Giappone. La serie venne trasmessa tra il 2 novembre 1981 e il 24 dicembre 1982 in Giappone dal canale NTV.

## Trama
La storia narrata inizia nel 1999. La Terra, al culmine del proprio sviluppo tecnologico, si appresta a colonizzare l'intero sistema solare, con la costruzione di una base spaziale su Plutone. La supervisione dei lavori viene affidata al team Crasher Squad (squadra speciale), la cui base si trova in un centro diretto dal professor Otsuka. Tra i membri della squadra vi è un ragazzo di 17 anni, protagonista della serie: Takeru Miojin. Il team è completato da Mika, Naoto, Keiji e Akira.

### L'antefatto
Takeru Miojin è figlio del dottor Miojin. All'età di 17 anni inizia ad avere alcuni incubi popolati da una figura tenebrosa che si fa chiamare Zoule, imperatore di un misterioso pianeta di nome Gishin, il quale afferma di essere il vero padre del ragazzo, e gli attribuisce il compito di distruggere la Terra. Confuso e disorientato, Takeru chiede spiegazione al dottor Miojin, che si vede costretto a raccontare tutta la verità: nel 1982, appunto 17 anni prima, in un punto dell'oceano dove sorge la scogliera Miojin, si verificò una potente esplosione: il dottore vi si precipitò a controllare e rinvenne una capsula con all'interno un neonato, che lui adottò e chiamò Takeru.

### Episodi 1-26
L'imperatore Zoule contatta la base del professor Otsuka, intimando ai terrestri di abbandonare qualsiasi ulteriore velleità di conquista ed espansione nello spazio, altrimenti l'imperatore attaccherà la Terra. Alla risposta negativa dei terrestri, Gishin invia un potente robot da combattimento, provocando la morte del dottor Miojin.
Takeru, in grave pericolo, e in stato di semi incoscienza, viene soccorso da un robot di nome Gi-Er che lo attira al suo interno con un raggio di luce. Il meccanismo non ha dei comandi o leve come un robot classico, ma viene guidato con una sorta di display e con l'ausilio dei poteri Esp, del cui possesso Takeru assume gradualmente il controllo.
Nel robot, il ragazzo rinviene un ciondolo, all'interno del quale trova un messaggio, che, a seguito della battaglia, verrà decifrato, svelando una realtà terribile: all'interno di Gi-Er è programmata l'esplosione di una potentissima bomba, e il robot è agli ordini di Takeru, ma se il ragazzo morirà e le sue onde cerebrali si esauriranno, la bomba si attiverà comunque, ed è perciò che Zoule, al rifiuto di Mars di adempiere la sua missione, manda un sicario dopo l'altro a uccidere il ragazzo. Al fine di evitare una simile eventualità il ragazzo viene incarcerato per salvaguardare l'incolumità di lui e dell'intero pianeta, ma Takeru è anche l'unico ad essere in grado di sconfiggere gli alieni di Gishin, anche grazie ad un ulteriore aiuto. Al robot G-Er se ne sono aggiunti altri cinque, dislocati in altrettanti punti del globo, che unendosi formano un possente e invincibile robot: God Mars. Takeru, dapprima guardato con diffidenza per le sue origini aliene, assurge infine ad ultimo paladino in difesa della Terra grazie alla capacità di ricostruire God Mars e di sconfiggere, attraverso quest'ultimo gli eserciti alieni che di volta in volta attaccano la Terra.
Spesso, però, Takeru sembra udire una voce misteriosa che lo informa per tempo delle mosse del nemico. La voce si rivelerà essere quella del fratello gemello Marg. Questi, sulla Luna, incontrerà Takeru e gli spiegherà tutta la verità sulle sue origini: Takeru in realtà, come diceva Zoule, si chiama Mars ed è originario del pianeta Gishin, ma è figlio di un grande scienziato, al quale, 17 anni prima, fu ordinato di sacrificare uno dei due figli per volere dell'imperatore; questi ordinò di inviarne uno sulla Terra assieme a G-Er e alla bomba in grado di distruggere il pianeta. Lo scienziato obbedì, ma non completamente, e oltre a G-Er, costruì altri cinque robot che unendosi fra di loro e G-Er nel potente God Mars, avrebbero protetto il bambino.
Scoperto il tradimento di Marg, gli uomini del pianeta Gishin lo sottopongono al lavaggio del cervello, trasformandolo in un violento generale e, assistito da una ragazza di nome Rose, si troverà a sostenere un violento scontro fratricida con Takeru/Mars. Marg verrà ferito e, sbattendo violentemente la testa, poco prima di morire riacquisterà la memoria tra le braccia del fratello ritrovato.
Quello che, nell'arco di 25 episodi e mezzo, sembra costituire un primo arco narrativo a sé stante, si conclude con lo scontro decisivo tra Takeru e Zoule, che sembra veder prevalere, infine, le forze del bene guidate da Takeru.

### Episodi 26-57
Durante un soggiorno presso la base orbitante Keres, i ragazzi della Squadra Speciale, salvano una misteriosa ragazza: Florrie. La giovane, atterrita dalla sola presenza di Takeru, avrà modo di raccontare gli eventi che l'hanno portata in prossimità della base dove è stata soccorsa. Originaria del pianeta Marumeru, Florrie si unì ad un gruppo di ribelli capitanati da Gosh, una sorta di "pirata" dello spazio nella ribellione scoppiata contro il malvagio dittatore del suo pianeta: Giron.
La crudeltà e le persecuzioni di quest'ultimo avrebbero origine da una caratteristica che divide il popolo di Marumeru in due gruppi: coloro che sono dotati di superpoteri "plus" e coloro che posseggono superpoteri "minus". Essendo Giron dotato di poteri "plus" decide di perseguitare tutti coloro dotati di poteri "minus", tra cui Florrie e tutti i ribelli, che serbano una certa diffidenza verso Takeru, allorquando i suoi poteri soprannaturali vengono identificati come "plus". Ciononostante, Takeru si propone di aiutare i ribelli con l'impiego di God Mars e il supporto della Squadra Speciale.
Il malvagio Giron, rivelatosi per ciò che è in effetti, ossia una marionetta manovrata dal redivivo Zoule, ordina la costruzione di un enorme cannone a onde magnetiche per impedire la formazione di God Mars. L'uso ripetuto di tale arma porterà alla distruzione di Marumeru.
Frattanto però, Zoule è riapparso e nel nuovo scontro con Takeru riporta una parziale vittoria: il malvagio imperatore infatti riesce a imporre al giovane pilota di God Mars gli anelli del diavolo che, ogni qual volta il possente robot viene a formarsi, accorciano la vita di Takeru.

## Edizione italiana e doppiaggio
La serie venne trasmessa in Italia nel 1989 su alcune emittenti locali. Restarono inediti gli episodi dal 53 al 64. La sigla italiana è un brano strumentale dal titolo Space Runner, di Diego Canestrelli e Guido Dall'Oglio con il gruppo The band of Mara, ed era già stata pubblicata nel 1984 sul lato B del 45 giri I ragazzi della Senna/Space Runner e nello stesso anno anche sull'album Fivelandia 2, entrambi editi da Five Record.
Dopo diversi anni di assenza l'anime è stato riproposto tra il 2007 e il 2008 dal canale tematico satellitare Cooltoon. 
| Personaggio | Voce originale     | Voce italiana                                    |
| ----------- | ------------------ | ------------------------------------------------ |
| Takeru/Mars | Yū Mizushima       | Claudio Beccari                                  |
| Mika        | Yoko Kawanami      | Cinzia Mantegazza                                |
| Akira       | Shioya Tubasa      | Giorgio Melazzi Fabio Mazzari (2ª voce)          |
| Naoto       | Hirokata Suzuoki   | Marcello Cortese (2ª voce)                       |
| Keiji       | Hiroya Ishimaru    | Raffaele Farina (1ª voce), Marco Balbi (2ª voce) |
| Otsuka      | Kousei Tomita      | Mimmo Craig (1ª voce) Sante Calogero ep. 51 e 52 |
| Namida      | Eiko Yamada        | Veronica Pivetti                                 |
| Marg        | Yūji Mitsuya       | Raffaele Farina solo ep. 40                      |
| Zoule       | Gorō Naya          | Antonio Paiola Maurizio Trombini (ep. 27-52)     |
| Gosh        | Kazuyuki Sokabe    | Maurizio Trombini                                |
| Giron       | Osamu Kobayashi    | Ernesto Maria Rossi                              |
| Florrie     | Yoshiko Sakakibara | Silvana Fantini                                  |
| Rose        | Rumiko Ukai        | Elda Olivieri                                    |
| Narratore   | Eiji Kanie         | Paolo Bessegato (ep. 1-29) Ernesto Maria Rossi   |

- Doppiaggio: COOP. A.D.C. in collaborazione con S.E.D.E. Milano
- Direzione del doppiaggio: Mimmo Craig poi Silvana Fantini
- Adattamento dialoghi: Maria Grazia Pellegatta
- Voci aggiunte: Riccardo Mantani, Sante Calogero, Maurizio Trombini, Marcello Cortese, Carlo Bonomi

## Staff
- Creatore ed autore manga originale: Mitsuteru Yokoyama
- Planning: Akira Yoshikawa
- Direttore generale della serie: Tetsuo Imazawa
- Produttori: Shigeru Akagawa, Yasuji Takahashi, Tetsu Horigoshi, Atsushi Shimizu
- Character Design: Hideyuki Motohashi
- Direttore animazione: Hideyuki Motohashi
- Mecha design: Hajime Kamegaki
- Background Art: Tsutomu Ishigaki
- Direzione della fotografia: Takafumi Arai
- Strutturazione della serie: Keisuke Fujikawa
- Regia: Tetsuo Imazawa, Kazuyuki Hirokawa, Junji Nishimura
- Sceneggiature: Keisuke Fujikawa, Shigemitsu Taguchi, Norio Shioyama

## Episodi
| Nº | Titolo italiano Giapponese 「Kanji」 - Rōmaji                                                 | In onda          | In onda |
| Nº | Titolo italiano Giapponese 「Kanji」 - Rōmaji                                                 | Giapponese       |         |
| 1  | Chi sono? 「オレはだれだ!?」 - Ore wa dare da?!                                               | 2 ottobre 1981   |         |
| 2  | I 5 robot 「でた!脅威の六神合体」 - Deta! kyōi no roku kami gattai                            | 9 ottobre 1981   |         |
| 3  | Il terribile segreto 「おそるべき秘密」 - Osorubeki himitsu                                   | 16 ottobre 1981  |         |
| 4  | Takeru è solo 「孤独な超人タケル」 - Kodoku na chōjin Takeru                                  | 23 ottobre 1981  |         |
| 5  | Addio Terra amata 「さらば! 愛する地球よ」 - Saraba! aisuru chikyū yo                         |                  |         |
| 6  | Attacco alla Sfinge 「六神合体ができない！？」 - Roku kami gattai ga dekinai!?                |                  |         |
| 7  | Plutone il pianeta di ghiaccio 「冥王星は地獄の星！」 - Meiōsei wa jigoku no hoshi!           |                  |         |
| 8  | Il falso Takeru 「爆破犯人はタケル！？」 - Bakuha hannin wa Takeru!?                          |                  |         |
| 9  | Il terremoto 「SOS! 東京沈没」 - SOS! Tōkyō chinbotsu                                         |                  |         |
| 10 | La bambina dallo spazio 「宇宙からきた少女！」 - Uchū kara kita shōjo!                        |                  |         |
| 11 | La voce misteriosa 「謎の声はだれだ！？」 - Nazo no koe wa dare da!?                          |                  |         |
| 12 | I due fratelli 「対決! マーズ対マーグ」 - Taiketsu! Maazu to Maagu                            |                  |         |
| 13 | La rivelazione 「皇帝ズールを倒せ！」 - Kōtei ZUURU wo taose!                                 |                  |         |
| 14 | Mag, il guerriero 「悲しき戦士・マーグ」 - Kanashiki senshi. Maagu                            |                  |         |
| 15 | Coraggio, Takeru 「六神合体がくずれる！」 - Roku kami gattai ga kuzureru!                     |                  |         |
| 16 | Mika la marionetta 「あやつり人形・ミカ！」 - Ayatsuri ningyō Mika!                           |                  |         |
| 17 | L'inganno 「アキラの恋人は女戦士」 - Akira no koibito wa onna senshi                          |                  |         |
| 18 | Duello al Polo Sud 「南極はタケルの墓場だ！」 - Nankyoku wa Takeru no hakaba da!              |                  |         |
| 19 | I due fratelli si ritrovano 「マーグ・地球に死す！」 - Maagu. chikyū ni shisu!                |                  |         |
| 20 | Sete di vendetta 「復しゅうに燃えろ！」 - Fukushū ni moero!                                   |                  |         |
| 21 | Il pianeta degli schiavi 「どれい惑星の対決！」 - Dorei wakusei no taiketsu!                  |                  |         |
| 22 | Rose contro Zoule 「うらぎり者・ロゼ！」 - Uragirisha Roze!                                   |                  |         |
| 23 | Il malvagio imperatore Zoule 「卑劣な皇帝ズール！！」 - Hiretsu na kōtei Zuuru!!              |                  |         |
| 24 | La trappola 「反陽子爆弾バクハツ！？」 - Han yōshi bakudan. Bakuhatsu!?                       |                  |         |
| 25 | L'ultimo duello 「新たな絆・別れ・出発！」 - Arata na kizuna. wakare. shuppatsu!              |                  |         |
| 26 | La ragazza misteriosa 「危機を招く脱走者」 - Kiki wo maneku dassō sha                         |                  |         |
| 27 | Amici o nemici? 「プラス対マイナスの運命」 - Purasu tai Mainasu no sadame                     |                  |         |
| 28 | La nave pirata 「謎の宇宙海賊船」 - Nazo no uchū kaizoku sen                                  |                  |         |
| 29 | I compagni di Florrie 「フローレの危険な仲間」 - Furoure no kiken na nakama                   |                  |         |
| 30 | Povera Florrie! 「一人ぼっちのフローレ」 - Hitoribocchi no Furoure                            |                  |         |
| 31 | Dichiarazione di guerra 「宣戦布告」 - Sensen fukoku                                          |                  |         |
| 32 | Takeru contro Gosh 「略奪されたフローレ」 - Rya kudatsu sareta Furoure                        |                  |         |
| 33 | La figlia di Giron 「タケル対ガッシュ！」 - Takeru tai Gasshu!                                |                  |         |
| 34 | God Mars non risponde 「マーズ、死ぬのは早い！」 - Maazu, shinu no wa hayai!                  |                  |         |
| 35 | Takeru prigioniero 「とらえられたタケル」 - Toraerareta Takeru                                |                  |         |
| 36 | Il cimitero dello spazio 「宇宙の墓場」 - Uchū no hakaba                                      |                  |         |
| 37 | Florrie incontra sua madre 「母と娘のめぐりあい」 - Haha to ko no meguriai                    |                  |         |
| 38 | Il malvagio Giron 「父・ギロンとの出会い」 - Chichi, Giron to no deai                         |                  |         |
| 39 | Il falso God Mars 「悲劇のタケル」 - Higeki no Takeru                                         |                  |         |
| 40 | Lo spirito di Mag 「よみがえったマーグ」 - Yomigaetta Maagu                                   |                  |         |
| 41 | Amici nello spazio 「宇宙にかける友情」 - Uchū ni kakeru yūjō                                 |                  |         |
| 42 | Il pianeta morto 「屍を越えて行け！」 - Shikabane wo koete ike!                               |                  |         |
| 43 | Giron rompe la tregua 「ガッシュの誤算」 - Gasshu no gosan                                    |                  |         |
| 44 | Il sacrificio di Gosh 「ガッシュよ安らかに眠れ」 - Gasshu, yasuraka ni nemure                 |                  |         |
| 45 | La nuova arma 「ゴッドマーズが危ない！」 - Goddomaazu ga abunai!                              |                  |         |
| 46 | Il pianeta Marumeru è in pericolo 「地獄のマルメロ星」 - Jigoku no Marumero hoshi             |                  |         |
| 47 | Verso la catastrofe 「宿命!. 親子の対決」 - Shukumei! oyako no taiketsu                       |                  |         |
| 48 | La nuova meta 「危機せまるマルメロ星！」 - Kiki semaru Marumero hoshi!                        |                  |         |
| 49 | Alla conquista della Terra 「ギロン、地球を狙う」 - Giron, chikyū wo nerau                    |                  |         |
| 50 | Alla riscossa 「迫る運命の対決！」 - Semaru unmei no taiketsu!                                |                  |         |
| 51 | Il ritorno di Zoule 「ズール現る！」 - Zuuru genru!                                           |                  |         |
| 52 | Una nuova strategia 「タケルの命がない！？」 - Takeru no inochi ga nai?!                      |                  |         |
| 53 | Vita limitata 「限られた命」 - Kagirareta inochi                                              |                  |         |
| 54 | Separazione! Takeru e Rose 「別離! タケルとロゼ」 - Betsuri! Takeru to Roze                   |                  |         |
| 55 | Marg avvistato tra le fiamme 「炎の中にマーグを見た」 - Honoo no naka ni Maagu wo mita        |                  |         |
| 56 | Sconfiggi i nemici del cuore! 「心の中の敵をくだけ！」 - Kokoro no naka no teki wo kudake!    |                  |         |
| 57 | Cavaliere della rosa, chi sei 「バラの騎士君は…！？」 - Bara no kishi kimi wa...!?            |                  |         |
| 58 | A quando la pace 「心のやすらぎは…いつに」 - Kokoro no yasuragi wa... itsu ni                 |                  |         |
| 59 | La ribellione di Noa 「ノアの反乱」 - Noa no hanran                                           |                  |         |
| 60 | Takeru, miracolo d'amore 「タケル愛の奇蹟」 - Takeru. ai no kiseki                            |                  |         |
| 61 | Takeru, l'ultimo compleanno 「タケル最後の誕生日？」 - takeru saigo no tanjōbi?               |                  |         |
| 62 | Il destino del cavaliere della rosa 「運命のバラの騎士」 - Unmei no bara no kishi             |                  |         |
| 63 | Vissuto, amato, combattuto 「生きた愛した戦った」 - Ikita aishita tatakatta                   |                  |         |
| 64 | Il primo sorriso tra la via lattea 「銀河へはじめての笑顔を」 - Ginga e hajimete no egao wo!! | 24 dicembre 1982 |         |

## Differenze e analogie tra anime e manga
Si è già accennato al fatto che la serie anime God Mars sia ispirato da un vecchio manga di Mitsuteru Yokoyama pubblicato nel 1976 in Giappone, con il titolo Mars, e giunto anche in Italia in 3 grossi tankobon, pubblicati nel 2007 dalla D/Visual.
Ciò è in buona parte vero, laddove si rintracciano taluni punti di contatto
- Sia nel manga che nell'anime il vero nome del protagonista è Mars;
- Mars viene ritrovato su un'isola di recente formazione;
- Mars è di origini aliene ma prende a cuore le sorti dell'umanità, nonostante la sua funzione originale fosse quella di distruggerla e i terrestri lo considerino comunque un alieno;
- Mars è dotato di grandi capacità e poteri soprannaturali e da lui dipende il destino della Terra.

Si esauriscono in questi pochi punti i tratti comuni alle opere che poi divergono non poco. Per esempio:
- Mars, nel manga, viene ritrovato già adulto, rivelandosi poi di origine aliena.
- I cinque robot, considerati nel manga delle "divinità", sono pilotati singolarmente da alieni che avevano la stessa funzione di Mars, contro Gaia, che obbedisce allo stesso Mars;
- Gli alieni del manga (antropomorfi e di origine ignota) vogliono distruggere l'umanità per impedire che la bellicosità violenta dei terrestri li porti a devastare l'intero Universo, mentre nell'anime, le generiche motivazioni di Gishin risentono dei canoni di molte serie coeve[4] dello stesso genere;
- Mentre l'anime (che si dilata ben oltre i possibili sviluppi derivanti da un maggior sviluppo della trama del manga) si conclude in bellezza, nel manga Mars, visto quanto astio muove l'agire umano, decide di adempiere alla missione assegnata.

## Distribuzione
L'anime è stato distribuito negli Stati Uniti come un film nel 1982 denominato God Mars. Dopo, nel 1988, è uscito un OVA, Unione delle sei divinità Godmars La leggenda del diciassettenne (六神合体ゴッドマーズ 十七歳の伝説?, Rokushin gattai Goddo Māzu Jūnanasai no densetsu) a cui sarebbe dovuto seguirne un altro intitolato "God Mars: the movie plus".
In occasione del trentennale, in Giappone è uscita una edizione della serie comprendente i 64 episodi, l'OVA e il film su dischi Blu Ray (2 per la serie TV, 1 per film e OVA) e 5 Blu-spec CD, 1 CD Audio e 1 DVD-ROM di contenuti speciali.

## Videogiochi
God Mars è apparso nei giochi della serie Super Robot Wars.

## Merchandising
- Il giocattolo di God Mars è servito da prototipo per un giocattolo dei Mighty Orbots.
- Il giocattolo di God Mars è stato commercializzato nel mercato degli Stati Uniti con differenti nomi per sei robot; Commandbot (Gaia), Giantbot (Sphinx), Uranus, Titan, Shin e Ra sono stati chiamati basandosi sul loro colore + il suffisso "bot" (Ra era Bluebot per esempio).